# Museu Salzillo
El Museu Salzillo, a la ciutat de Múrcia (Espanya), està dedicat monogràficament a les obres realitzades per l'escultor murcià Francisco Salzillo.
El museu està situat a la cèntrica plaça de Sant Agustí, al costat de l'església del nostre Pare Jesús, que en forma part. Els passos de la Confraria del nostre Pare Jesús Natzarè de Múrcia, que surten en processó en el matí de Divendres Sant, el pessebre de cinc-centes cinquanta-sis peces i una cinquantena d'esbossos preparatoris són les principals obres que aquí s'exposen. La idea de la creació d'aquest museu va començar a gestar-se ja al segle xix, però no va ser fins a 1941 quan es va aprovar la seva creació pel Ministeri d'Educació Nacional. En 1962, es va declarar Monument Històric Artístic. Des de llavors és un dels museus més visitats de la Regió de Múrcia.
Des del punt de vista arquitectònic té la peculiaritat de conjugar un edifici del segle segle xxi, amb espais de parets blanques on predomina la llum natural, amb una església de planta centralitzada de finals del segle xvii, per la qual cosa el visitant transita per espais contemporanis i barrocs. L'església al·ludeix en tot moment a la Passió de Crist, des de la seva planta fins a les seves pintures murals del segle segle xviii, amb capelles que alberguen els famosos passos de la confraria de Jesús.
El visitant recorre diferents seccions: la Història del museu, en el vestíbul superior, al costat de la biblioteca especialitzada en escultura barroca espanyola; la Història de la confraria de Jesús, en les tribunes de l'església de Jesús, on es mostra la història i patrimoni de la confraria fundada en 1600; Sala d'audiovisuals; Biografia de Salzillo, l'obra desapareguda i Salzillo pintor; Recreació d'una taller barroc i Sala d'Esbossos; Sala del Belén; Església de Jesús.
El museu consta d'altres espais de difusió, com a sala d'exposicions temporals, taller didàctic i tenda especialitzada.

## Història
En 1914 s'inicia el procés de creació del Museu Salzillo, que quedarà definitivament instituït en 1941, projecte de cabdal importància que determinarà les posteriors intervencions de consolidació, modificació i ampliació de l'immoble.

### El primer projecte
El primer projecte es va encarregar a l'arquitecte J. A. Rodríguez. El croquis que aquest remitent al juliol de 1919 es limita a assenyalar el possible solar per al museu, encara que té una gran importància, ja que inclou una planta de l'església, sent així l'únic document existent sobre l'estat original del temple abans de les profundes reformes realitzades en els anys cinquanta. En ell pot apreciar-se com originalment només existien capelles en els eixos principals i les diagonals, distingint-se aquelles que van anar amb posterioritat afegides. Així mateix poden observar-se certes modificacions en planta i partionar perfectament l'obra antiga de l'ampliació.
A partir d'aquest moment es van començar a realitzar gestions amb la propietària del solar indicat, les quals no van donar resultat. Novament es va tractar en 1925, després de la mort de la propietària, d'adquirir el solar, de nou de manera infructuosa, amb el que el projecte va quedar de moment paralitzat.

### Creació del Museu: reforma de l'església de Jesús i construcció de l'immoble

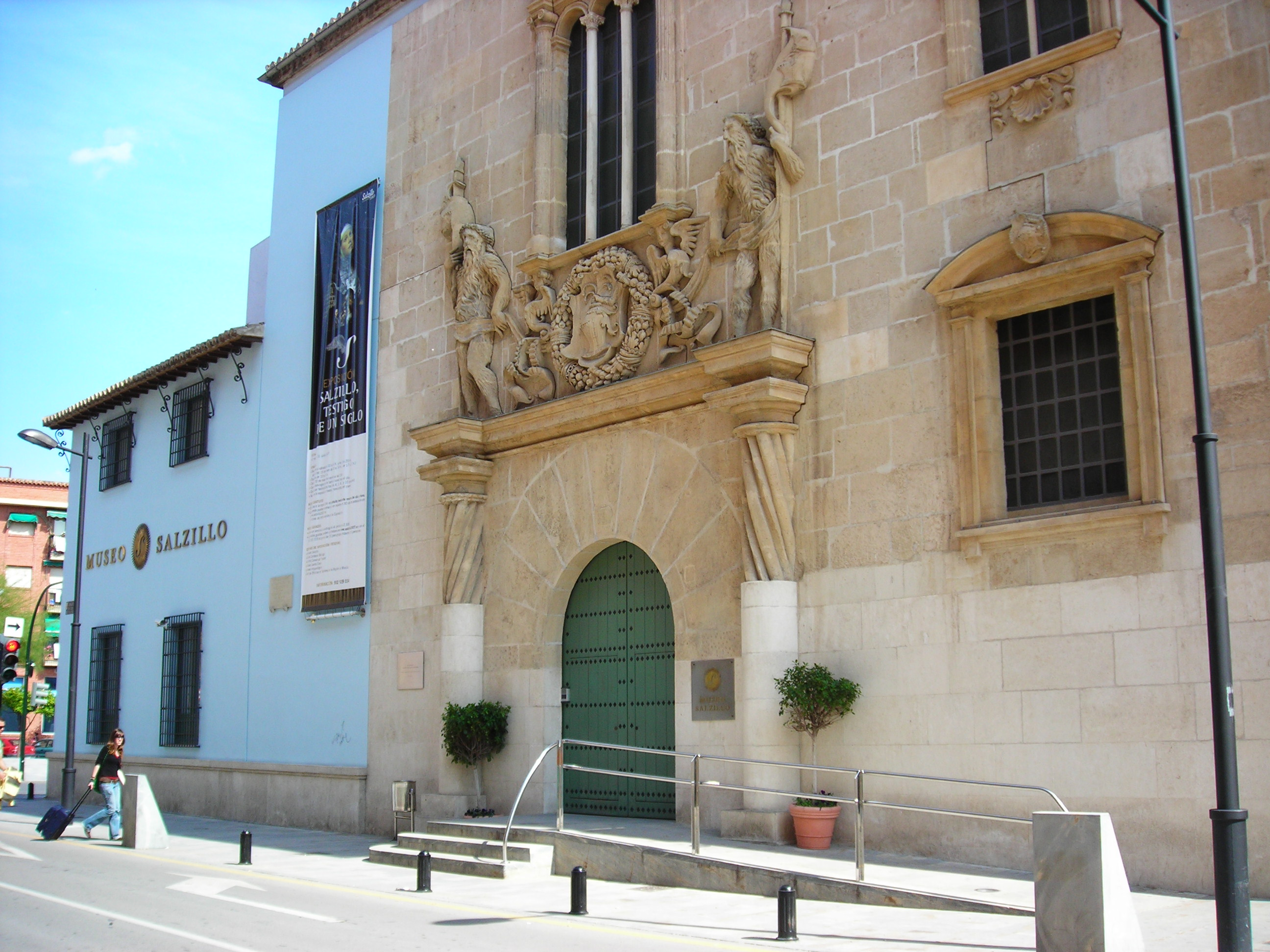
Exterior del Museu Salzillo, amb la façana del renaixentista Palau Riquelme.

Serà en 1941 quan definitivament es creu el Museu Salzillo, a través d'un Decret del Ministeri d'Educació Nacional. En aquest mateix any va ser dotat de Reglament de Règim Interior, a través d'una Ordre Ministerial. Malgrat això, no va poder ser inaugurat fins que van finalitzar les obres de construcció, en 1960.
Després de la creació del Museu, es va procedir a la instal·lació del mateix a través de la reforma i ampliació de l'Església de Jesús, obra realitzada segons projecte de José Tamés i Eduardo Jiménez Casalins, amb l'assessorament museugràfic de Manuel Jorge Aragoneses.
Els plànols estan datats en 1955. La solució adoptada és totalment diferent de la prevista per J. A. Rodríguez en 1919, tant en magnitud de l'obra com en disposició del museu. En lloc d'un ampli edifici unit puntualment a l'església però estructuralment independent, es planteja un annex, funcionalment unit al temple i estructuralment connectat, mentre que el llenguatge i la iconografia de la façana i de les estades accentua aquesta voluntat d'ampliació de l'edifici més que de realització d'un edifici nou i independent.
A l'església es va reforçar la fonamentació de murs i pilastres, es van realitzar contraforts i bigues de descàrrega en les embocadures de les capelles, es va emplenar l'espai de les capelles, elevant el nivell del sòl, es van reformar les mateixes, creant a més dues noves (la de Sant Joan i la Verónica). Es va refer el mur de façana dret, alternant els buits originals que d'ovals van passar a ser quadrangulars. Es va reparar la coberta de la rotonda, es va canviar el paviment i els altars de les capelles.
Quant a les pintures murals, es van perdre totalment les de les capelles, mentre que les de les pilastres i murs del deambulatori es van refer imitant les originals, però molt diferents d'elles. Les pintures de la cúpula central, que estaven executades sobre llenç, van ser arrencades i en el seu lloc es va executar un conjunt pictòric que en part imitava a l'antic, pel pintor Mariano Ballester.
El tractament de façana va intentar una unitat entre l'edifici històric i el de nova planta, a través de la unitat de material entre ambdues façanes i la construcció d'una portada en el nou accés inspirada en la de l'església.

### Reformes posteriors
Amb posterioritat a la gran reforma i ampliació de l'Església efectuada en els anys cinquanta, s'han realitzat cinc projectes d'obres en l'àmbit del Museu Salzillo, dels quals el primer datat en 1965 es refereix a l'Església, mentre que la resta ho fan a l'ampliació del nou cos del museu i el muntatge de la façana de l'enderrocat palau Riquelme en el lateral que dona al carrer Doctor Quesada.
Dos nous projectes de 1978 i 1980 prossegueixen els treballs d'edificació de l'ampliació del museu. L'última intervenció duta a terme ha estat realitzada per l'arquitecte Yago Bonet Correa. El projecte va consistir a netejar mitjançant l'enderrocament de tots els elements obsolets dels anys seixanta, respectant íntegrament l'església barroca i la façana renaixentista, i conservant també l'angle de façanes dels anys de 1950 i 1960, i introduir en el buit resultant un nou cos que reorganitzés i cosís i alhora es manifestés com el nou museu. El nou museu té com a objectiu, entre d'altres, la capacitat de generar un clar recorregut museugràfic i un espai apte museístic, en el qual l'obra de l'escultor Salzillo trobés un marc digne a l'altura del que constitueix un museu del segle xxi.

### Principals obres exposades
Pasos processionals de la Confraria de Jesús

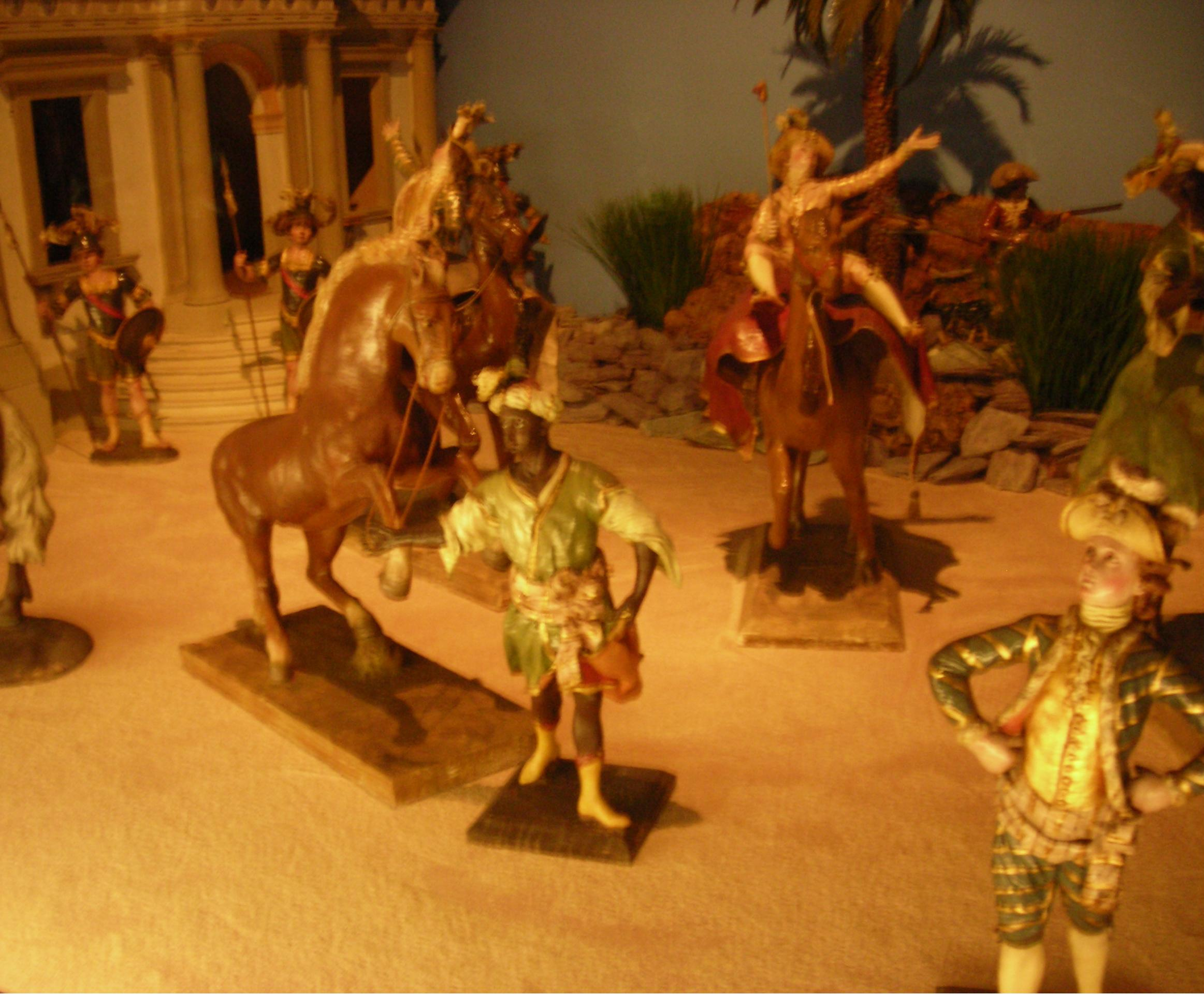
Detall del Pessebre.

- El Sant Sopar: va ser creada en 1763 i està composta per tretze figures assegudes entorn d'una taula.
- L'oració a l'hort de Getsemaní: creada en 1754, S'hi veu, d'una banda, un àngel mostrant a Jesús el calze i, per un altre, l'escena dels tres apòstols adormits sota la palmera.
- La Detenció de Jesús o El bes de Judes -nom popular-: creada en 1763, contrasta els rostres de Jesús i Judes, la bellesa i bondat enfront de la lletjor i maldat.
- Crist a la columna o Flagel·lació de Jesús: creada en 1777, mostra el rostre de Jesús amb serenitat i resignació davant els assots que rep.
- La Verònica: creada en 1755, mostra a la Verònica amb trets de dolor portant entre les seves mans el drap amb el rostre de Jesús.
- La Caiguda en el camí del Calvari: creada en 1752. Format per cinc figures, Crist caigut en terra i dos botxins que el colpegen, el Cirineu que intenta aixecar la creu i un soldat contemplant l'escena.
- Nostre Senyor Jesús Natzaré: creada en 1601, és el titular de la confraria i l'única obra del museu que no pertany a Salzillo.
- Sant Joan: creada en 1756.
- La Dolorosa: creada en 1755.

El Pessebre
Creat entre 1776 i 1800, va ser començat per Salzillo i ampliat pel seu deixeble Roque López. És un conjunt de 556 figures en fang d'uns 30 centímetres d'alçada.
Nombrosos esbossos modelats en fang
Aixovar processional de la Confraria, incloent la indumentària de seda brodada de les imatges.

## Església de Jesús

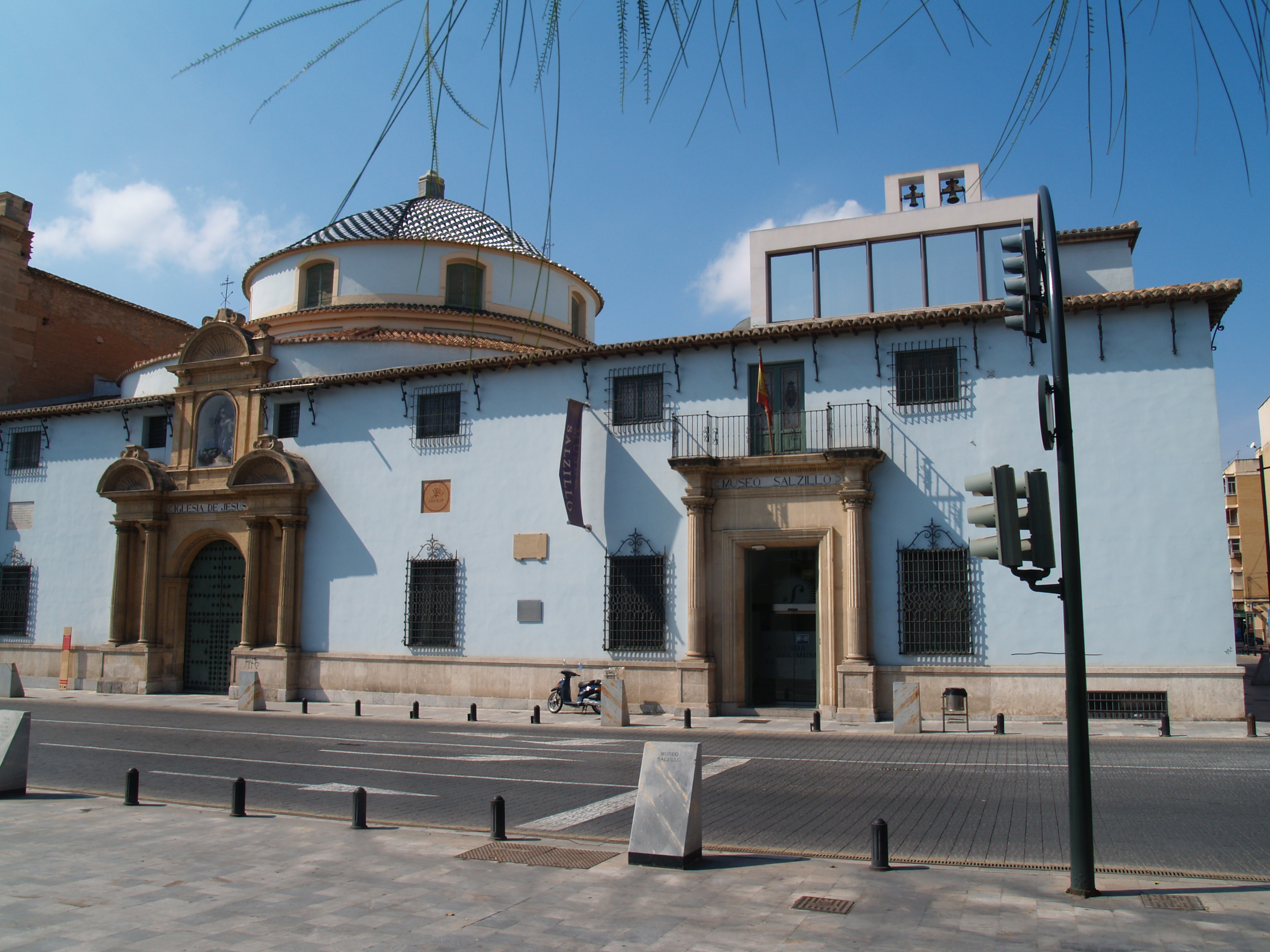
Església de Jesús -esquerra- al costat del Museu -dreta-.

Com a part integrant del Museu, l'Església Privativa de Jesús forma part de la visita, destacant per la seva originalitat arquitectònica (en ser circular) i especial bellesa com a temple propi de la Confraria i lloc on es custodien des de sempre els valuosos passos processionals.
Va ser a partir de l'any 1676 quan es va començar a realitzar l'obra de construcció de l'Església de Jesús, obra que s'estendrà durant vint anys fins a la seva benedicció en 1696. Segons Torres Fontes, ja en 1679 es trobaven acabats la totalitat dels seus murs i el recinte, a falta tan sols de la portada. En 1686 va ser subhastada l'obra d'aquesta, i es va adjudicar a Francisco de Hontiyuelos, concloent-se en l'esmentat any de 1696.
Durant la segona meitat del segle xvii es van escometre diverses obres de reforma en l'àmbit de l'església, a partir de la resolució del plet que la Confraria mantenia des del segle anterior amb l'adjacent convent de frares agustins. Aquest plet va ser guanyat per la Confraria i a conseqüència de la sentència, va ser tapiada en 1765 la comunicació que Sant Agustí (actual Església de Sant Andreu) venia tenint amb l'Església de Jesús.
En 1792 va ser encarregada al pintor perspectivista italià establert a Múrcia, Pablo Sístori, la decoració dels paraments interiors de l'església en arquitectura fingida, amb al·lusions i simbologia de la Passió.
A mitjans del segle xx l'Església va sofrir una profunda reforma per acollir el Museu.
A més dels passos processionals, en el patrimoni artístic de l'Església destaca el camarí circular neoclàssic on es venera al titular de la institució, El nostre Pare Jesús Natzarè.